# Träl
En träl (fornnordiska þræl eller þræll, troligen ursprungligen betydande ungefär 'springpojke') var en slav under nordisk järnålder och medeltid. Termen avsåg ursprungligen endast män; den kvinnliga motsvarigheten hette ambátt (troligen av galliskt latins ambactus, 'tjänare'). Det juridiska och sociala tillstånd de levde under kallades träldom och var en form av slaveri.

## Historik
Alla mer detaljerade källor som finns om träldomen stammar från medeltiden, då fenomenet var på tillbakagång, vilket gör det svårt att uttala sig om hur systemet såg ut under tidigare år. Speciellt är det svårt att avgöra exakt vilken status någon som tidigare benämns som "þræl" eller "ambátt" hade; orden i sig implicerar inte ofrihet och det är möjligt att deras betydelse ändrats. 
Det finns dock tydliga tecken på att slaveri förekom under järnåldern: den arabiske köpmannen Ibn Fadlan har beskrivit hur nordbor handlade med slavar och även offrade dessa på gravbål, och vissa utgrävda nordiska gravar innehåller lämningar som tolkats som rester av trälar som använts som gravoffer.

## Bakgrund och trälhandel
En människa kunde hamna i träldom på olika vis. Det vanligaste torde ha varit genom arv, då träldom var ärftligt. Träldom kunde även vara frivilligt efter nederlag, eller ett straff på begränsad tid eller livstid. 
Gåvträlar var personer som själva valt att överlämna sig på grund av svält, skulder eller andra skäl (att ge sig frivilligt som träl kallades även Flatföring ). Flatföring, att själv övergå till träldom, var den första formen av träldom som förbjöds.
Trälar kunde också tas under krigståg. Det var en vanlig krigslag i alla antika samhällen att krigsfångar var legitima slavar, om de inte hade blivit frigivna genom lösensumma. Det var vanligt för exempelvis norrmän att ta trälar under krigståg i Sverige och Danmark, och tvärtom: stridigheter mellan olika klaner och lokala hövdingar gjorde att detta var vanligare än vad som skulle bli fallet när länderna enades, och inte längre styrdes av lokala hövdingar.  Så sent som år 1226 omtalas till exempel, att innevånarna på Ösel hade gjort en slavräd till Sverige, där de tillfångatagit många kvinnor och flickor som slavar, och att öselborna brukade sälja trälar till kurerna.
Vikingarna tog även trälar under krigståg i andra länder, vilket var ett huvudsyfte med plundringstågen.  Dessa trälar såldes sedan vidare. I viss mån kan de också ha köpt trälar och sålt dem vidare. Det har framlagts en teori av vissa  om att trelleborgarna uppstod som marknader eller förvaringsplatser för trälar. Ett av de mer kända fallen när det gäller vikingatida slavar kan man läsa om i berättelsen om Melkorka. 

### Slavhandel
Under vikingatiden utgjorde bland annat de brittiska öarna i väster och Finland och Baltikum i öster viktiga källor för slavar, både för att hålla kvar i Skandinavien, och för att sälja vidare. Vikingarna bedrev en omfattande slavhandel med både det kristna Europa och med det muslimska Mellanöstern.  

#### Slavhandel västerut
Allteftersom kristendomen bredde ut sig i norra Europa blev efterfrågan på icke-kristna trälar större. Kristna fick inte hålla andra kristna som slavar, och det uppkom därför en växande efterfrågan på icke kristna trälar i Europa. Vikingarna upprätthöll en aktiv handel med icke kristna trälar till det kristna Europa. 
Denna slavhandel var som mest intensiv mellan 800- och 1000-talet. Slavleden till det kristna Europa gick via hedniska handelsmän längs floden Elbe och vidare därifrån in i det kristna Europa, bland annat Verdun, Koblenz och Arles ned till Medelhavet.  Under 1100-talet dog slavmarknaden i norra Europa ut: efter 1100-talets slut omtalas inte längre någon slavmarknad i Tyskland.
Vissa kristna brittiska fångar kunde också säljas till muslimer i Västeuropa: de kunde säljas på slavhandeln i Dublin, varifrån de såldes vidare till slaveri i al-Andalus, 

#### Slavhandel österut
En annan trälhandel gick till det muslimska Mellanöstern. Muslimer fick inte hålla andra muslimer som slavar, och det fanns därför en stor efterfrågan på icke muslimska trälar i Mellanöstern. 
I detta fall sålde vikingarna både hedningar och kristna som trälar till Mellanöstern. Araberna kallade dessa vita slavar för saqaliba, och de var troligen både slaver, balter och finnar samt från västra Europa.
De personer som tillfångatogs av vikingarna under deras räder i Västeuropa, som Irland, transporterades till Haithabu i Danmark eller till Brännö vid Göta älv, och därifrån över Östersjön vidare via Volgas handelsrutt till Ryssland, där slavarna såldes till muslimska köpmän i utbyte mot de silver dirham och siden som har återfunnits i Birka, Wollin och Dublin; under 700- och 800-talen gick slavhandeln mellan vikingarna och den muslimska världen främst via Khazarriket, men från cirka 900 och framåt gick den genom via Volgabulgariska riket, varifrån slavarna transporterades via Khwarizm till  Samanidernas slavmarknad i Bukhara i Centralasien och därifrån vidare till slaveri i Abbasidkalifatet i Mellanöstern.
Denna slavled fungerade från åtminstone 786 till 1009, när silvermynt från Samaniderna hittats i Skandinavien, och de människor som kidnappades under vikingarnas räder i Västeuropa såldes troligen just av vikingarna till araberna i Centralasien (slavhandeln i Bukhara), en handel som var så lukrativ att den kan ha bidragit till vikingarnas räder i Västeuropa, som var en av deras källor för slavhandeln.
Slavleden till den muslimska världen gick först via Donau, men från 900-talet främst längst Volgas handelsrutt till Ryssland. I Ryssland sålde vikingarna trälar till bysantinarna nedåt slavhandeln på Svarta havet, eller åt arabiska handelsmän, som sedan skeppade dessa vidare till Mellanöstern, ofta via Kaspiska havet och Persien.

#### Upphörande
När vikingarna själva hade blivit kristna, var de likt andra kristna inte tillåtna att ta kristna som slavar. Kristna kyrkan tillät dock att kristna tog icke kristna som slavar. Baltikum och Finland, där innevånarna länge fortsatte att vara hedningar, var sedan Skandinavien hade kristnats fortfarande en legitim källa för kristna slavhandlare.

## Rättslig ställning
Trälar var rättslösa; de stod alltså utan några rättigheter överhuvudtaget, och kunde köpas och säljas. Trälarna saknade personlig säkerhet och sågs som sin ägares egendom. Om en ägare förgrep sig på sin egen träl fanns det inget straff att ta till, men om någon förgrep sig på någon annans träl blev denne skyldig att betala böter till trälens ägare.
Trälen föraktades såsom både dum och feg. Dödsförakt var den frie mannens främsta dygd. Men trälen "fann den dagen dyster, då han doge från svinen".  Det urgamla föraktet för denna tjänande klass i forntiden visade sig starkast genom att man inte hyste den ringaste betänklighet att offra en träls liv, när helst det var fördelaktigt. Till detta kunde även män som annars prisas såsom storsinta göra sig skyldiga. När det gällde trälen kom inga samvetsbetänkligheter i fråga. Så kroppsligen och andligen usel ansågs han i själva verket vara. Flera vikingasagor vittnar om denna syn på trälen.
Husbonden fick behandla sin träl fullkomligt godtyckligt, till och med ta hans liv: "Om husbonden eller husfrun eller deras barn tillfogar träl någon skada – dråp eller sår – vare allt saklöst." Ville man beteckna att någon var fullkomligt rättslös, sade man att han "ej hade mera rätt än en hudstruken huskona", det vill säga trälinna.
Husbonden var ansvarig för trälens förbrytelser på samma sätt som han var ansvarig om hans hund bet någon eller om hans boskap gick in i grannens grödor. Om en träl begick ett brott, fick husbonden antingen betala böterna eller överlämna trälen till den person som denne hade förbrutit sig emot. "Dräper träl en fri man", säger Skånelagen, ska husbonden "utlämna trälen till den dräptes fränder" och betala sex marks böter, "eller behålle han sin träl och böte nio mark". Vissa landskapslagar tycks dock ha försökt förhindra att husbonden använde den bekväma utvägen att överlämna den brottsliga trälen. Östgötalagen stadgade exempelvis att om husbonden istället för att betala böterna överlämnade sin brottslige träl, hade målsägaren rätt att hänga den utlämnade trälens kropp i en ekvidja vid grindstolpen till ägarens gård. Om husbonden högg ner liket innan vidjan ruttnade, skulle han böta 40 mark.

## Levnadsförhållanden
I tidiga lagtexter – alla landskapslagar utom Hälsingelagen – förekommer hänvisningar till slaveri, och man kan där utläsa att arbetsslavarna sysslade med skötseln av boskapen, fiskade och arbetade i skogen om de var manliga; och att de lagade mat, mjölkade kor, skötte handkvarnar och hölls som bihustrur om de var kvinnliga. Såväl fria som ofria arbetade troligen även med att bärga skördar och att bygga inhägnader för boskap.
Av den gamla Västgötalagen framgår vilka trälkvinnans vanligaste sysslor var. Om en trälkvinna får barn, till vilket en fri bonde är fader, skall denne enligt lagen ersätta trälinnans ägare för den förlust i dagsverken som han gör genom hennes barnsbörd, till dess kvinnan "gitter kvarn draga och ko mjölka".
Någorlunda rika hushåll hade troligen mellan tre och åtta tjänare, av vilka en del troligen var trälar hela eller delar av livet. På större gårdar kunde det enligt de isländska sagorna finnas 10–15 trälar, och stormannen Erling Skjalgsson i Norge uppgavs ha haft 30 slavar på sin huvudgård.

### Brytar
Brytar var förvaltare på huvudgårdar som inte ägaren själv bodde på. Enligt norska landskapslagar från 1000- och 1100-talen var bryten ofri, men i danska lagar från slutet av 1100-talet och 1200-talet är alla brytar fria, vilket tyder på att deras juridiska status förändrats över tiden.

### Fostrar
Fostrar (manlig: fostre, kvinnlig: fostra) var ofria som även de hade högre status än andra trälar. Ordet har tolkats som "hemmafödd träl", det vill säga trälar som fötts på gården och inte införskaffats. Enligt Östgötalagen kunde fostrar visserligen säljas, men till skillnad från andra slavar endast under närvaro av vittnen. De fick även gifta sig med fria män eller kvinnor. Barnen i ett sådant äktenskap blev också fria. Enligt Äldre Västgötalagen fick änkor inte gifta om sig och gå ifrån bo och barn om de inte hade en fostre eller fostra som kunde förestå detta, och enligt Västmanlandslagen kunde fostrar ingå i ledungen.

### Frigivande av trälar
Det fanns ljuspunkter i trälarnas liv. Eftersom de var en värdefull egendom och i sin krafts dagar var värda lika mycket som ett par goda oxar, låg det naturligtvis i husbondens intresse att ta väl hand om dem. Många husbönder gav sina trälar möjlighet att genom eget arbete köpa sin frihet. Erling Skjalgsson uppges ha bestämt ett visst dagsverke åt sina trälar och lät dem sedan arbeta för egen räkning om de så ville. Han gav dem åkermark att odla sitt eget korn på, och det som de odlade fick de behålla. På var och en av dem satte han ett värde och en lösensumma, och många löste sig fria redan det första eller andra året. Erling använde lösesumman för att köpa nya trälar och de som blivit fria hjälpte han att komma igång med sillfiske eller andra näringar som att röja skog och anlägga nybyggen.

## Avskaffandet
Under senare delen av medeltiden började slaveriet upphöra i det kristna Europa: i England förbjöds slaveri 1102, i Tyskland dog den ut under 1100-talet, och i Frankrike förbjöds den 1315. Det var en följd av att den kristna kyrkan ogillade att kristna höll andra kristna som slavar, och att det blev allt svårare att finna icke-kristna slavar när en allt större del av Europa blev kristet. 
Denna utveckling tycks även ha ägt rum i de nordiska länderna under 1100- och 1200-talet. 
I de nordiska länderna tycks Sverige ha avskaffat träldomen sist. 
På Island var slaveri lagligt enligt Grágás, som gällde till 1270, men den sista gången slaveri tycks ha tillämpats var i Kristinna laga þáttur (1122-1133), och trots att det finns mer information om enskilda människor på Island från mitten av 1100-talet och framåt, nämns inga existerande slavar där. 
I Danmark existerade trälar åtminstone fram till 1200-talets början: i biskop Absalons testamente från 1201 frigav han sina trälar:
"Eskil badesvend skænkede han friheden. Ligeledes de kvinder, som Niels staller har indtaget fra frihed til trældom, skal, hvor de end findes, have skænket friheden med deres børn. Den kvinde, som var indtaget fra Bjäre herred i Skåne, gav han friheden tilbage tilligemed hendes børn". 
I ett brev mellan påven och Anders Sunesön från 1206 nämns den senares trälar, vilket är den sista gången en existerande träl nämns i Danmark: i Jyske lov från 1241 nämns ingen slaveri i Danmark, och det förmodas ha upphört av en kombination av kyrkans retorik mot slaveri i kombination med ekonomiska orsaker.
Under 1200-talet övergick sedan träldomen i den livegenskap som blev känd som hoveriet. 
Även i Norge upphörde träldomen under 1200-talet. Från slutet av 1100-talet började bevarande lagtexter allt oftare att beskriva före detta trälar snarare än existerande trälar, fram till att Magnus Lagabøtes landslov från 1274 inte nämnde några trälar alls, något som tyder på att slaveriet då hade upphört: orsaken förmodas ha varit dels att stora jordägare nu började hyra ut sin jord till fria bönder istället för att bruka den själva med hjälp av trälar, i kombination med kyrkans retorik mot att kristna höll andra kristna som slavar, och svårigheten att få tag på icke kristna slavar.

### Sverige
Träldomen i Sverige avskaffades gradvis. Flera faktorer medverkade i att träldomen började minska och försvinna. Att ta trälar i krigståg blev allt mer ovanligt efter kristnandet, eftersom kristna inte fick ta andra kristna som slavar, och allt större delar av Europa kristnandes. Efter 1200-talet var alla länder kring Östersjön kristnade, utom vissa områden i Karelen, Finland och Baltikum. 
Förbud mot att ge sig till träl (gåvträldom) skall ha utfärdats av Birger jarl, som var regent 1248-1266. Under 1200-talet tycks det ha varit vanligt att frige sina trälar genom testamente, och detta tycks ha setts som en from handling.  Riddaren och svenska riksrådet Magnus Johansson (Ängel) testamenterade år 1291 Frösåkers gård till Sko kloster, och gav sin släkting Andreas And i uppdrag att ”taga vård om ett fattighus i Uppsala”. Denna donation blev grundplåten till Helgeandsgillet och Uppsala helgeandshus, ett av Sveriges första helgeandshus byggt år 1303, där fattiga fick härbärge och sjuka togs in för vård.  Behovet av ett sådant hus ökade säkert när de sista trälarna i Sverige frigavs.
I privaträttsliga urkunder omtalas, förutom ett enda undantag (Arnö 2 juni 1304), ej träldom som bestående efter 1200-talets slut. Det sista privaträttsliga dokument i Sverige som omtalar en träl är Assmund Langhs testamente från 27 februari 1310, i vilket han friger sin träl Karelus och ger honom en häst och en sadel.
Träldomen avskaffades för olika landsändar vid olika tidpunkter. Det svenska slaveriet avskaffades slutgiltigt via Skarastadgan, utfärdad under Magnus Erikssons eriksgata år 1335. Där påbjöds att den som i Västergötlands eller Värends lagsagor föddes av kristen man eller kvinna, aldrig skulle vara träl eller bära träls namn. Äldre föreskrifter av liknande art har meddelats redan förut för andra landsändar. Detta var också sista gången ett förordnande om träldom utfärdades i Sverige. 
Troligen hade många av de svenska trälarna redan frigivits när träldomen förbjöds år 1335. Även andra länder i norra Europa hade avskaffat slaveriet helt, något som är såväl unikt som svårförklarligt: att vissa typer av slavar inte längre hölls kan förklarats med att statsmakten försvagats, men att man slutade hålla slavar i enskilda hushåll, som tjänare snarare än arbetare, är ett mysterium. Slaveriet tycks långsamt ha dött ut i Europa i takt med att livegenskapen växte fram, och under 1100-talet tycks slaveriet i praktiken ha dött ut i Europa norr om Alperna, även om det fortsatte i Medelhavsländerna.
Trots 1335 års stadga är det svårt att säga exakt när träldomen upphörde i Sverige. Stadgan sade att ingen som föddes av kristen man eller kvinna längre skulle kallas träl. Men detta innebar i själva verket inte nödvändigtvis ett avskaffande av all träldom, eftersom det inte förbjöd att icke kristna personer hölls som trälar. Därmed följde man dåtida sed i det kristna Europa, som förbjöd kristna att hålla andra kristna som slavar, men däremot tillät dem att hålla icke kristna som slavar. Finland och Karelen var vid denna tid sedan länge en källa för slavar, eftersom alla delar av Finland ännu inte var kristnade. Krönikor i Novgorod uppger att svenskar tog slavar i Dvina och Ingrien under 1400-talet, och även om denna uppgift inte är bekräftad, finns det en teoretisk möjlighet att trälar fortsatt hölls i Sverige efter 1335, om de inte var kristna.

### Senare nordisk slavhandel
Efter 1335 förekom inte längre, såvitt man känner till, slaveri inom Norden. Däremot förekom slaveri i besittningar utanför de egentliga rikena. Detta liknade situationen i andra europeiska länder, där slaveri var förbjudet på hemmaplan men tillåtet i kolonierna. 
Efter att Estland och Livland införlivades i Sverige gjordes flera försök att avskaffa eller mildra den livegenskap som rådde där. Sverige lyckades dock inte med detta eftersom den lokala baltiska adeln motsatte sig detta, och livegenskapen i Baltikum kvarstod därför vid tiden för Rysslands erövring av området 1710.
Under den tidigmoderna tiden deltog såväl Sverige som Danmark-Norge den transatlantiska slavhandeln. Danmark koloniserade Danska Västindien, och skapade där en plantageekonomi baserad på slavarbete. Även Sverige förvärvade 1784 en koloni i Västindien, Svenska Sankt Barthélemy. Där var slaveri redan lagligt eftersom ön var en fransk koloni, och slaveriet fortsatte vara lagligt där även sedan Sverige övertagit ön. Den 19 maj 1845 fattade den svenska riksdagen beslut om att förbjuda slaveri i hela riket. Den 9 oktober 1847 var alla slavar officiellt fria. I Danska Västindien avskaffades slaveriet året därpå.

## Kända trälar
Trälar nämns i nordiska sagor, men mycket få individuella historiska trälar finns beskrivna utöver de som kort noteras i testamenten. Av de få som finns mer utförligt beskrivna är Tormod Kark, som 995 ska ha dräpt sin ägare Håkon Sigurdsson; den irländska prinsessan Melkorka, som blev träl på Island på 900-talet; och Egil Skallagrimsson barnsköterska Torgerd Bråk, som uppfostrade honom.